# 26302 Zimolzak
26302 Zimolzak è un asteroide della fascia principale. Scoperto nel 1998, presenta un'orbita caratterizzata da un semiasse maggiore pari a 2,2092300 UA e da un'eccentricità di 0,1313142, inclinata di 1,34745° rispetto all'eclittica.